# Jaskier

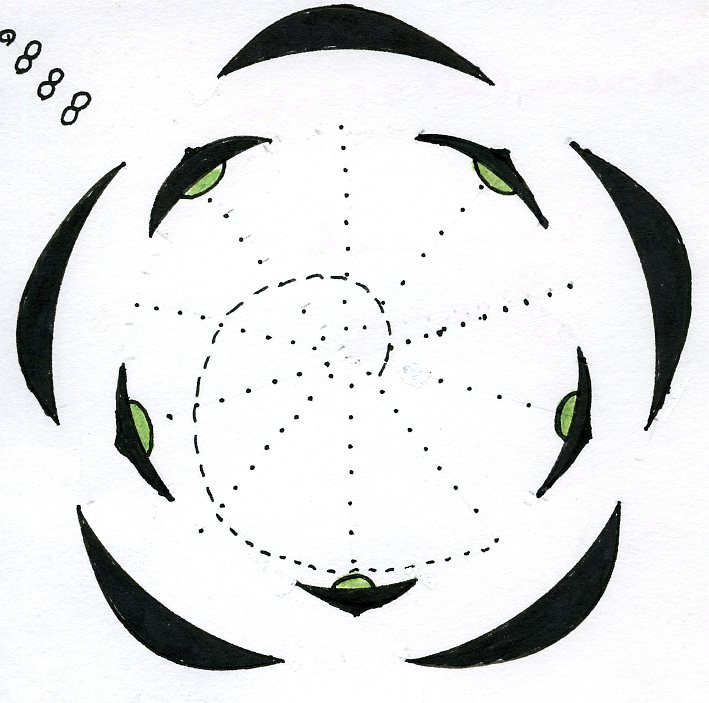
Narys kwiatowy

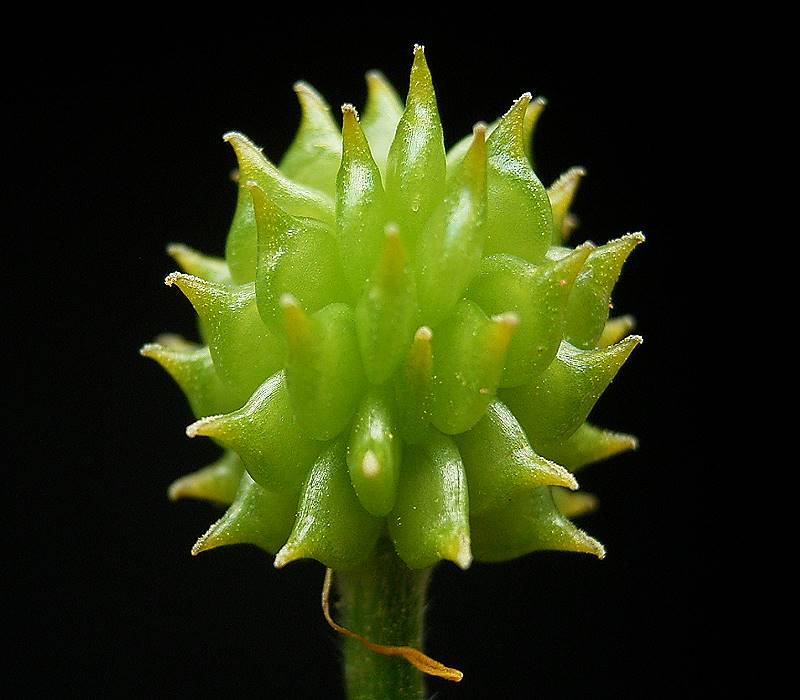
Owoce jaskra

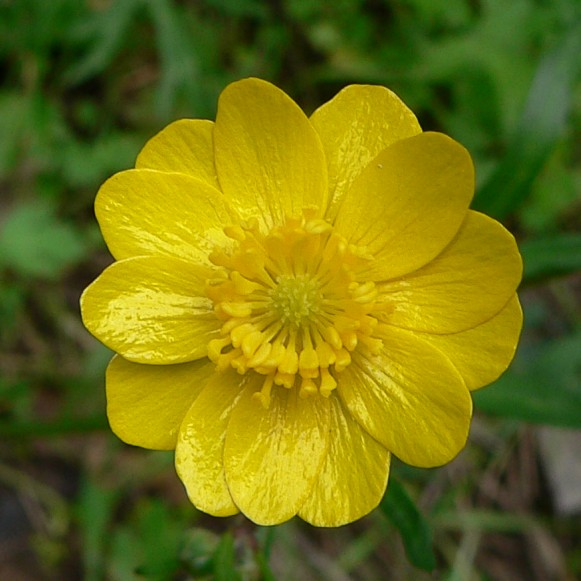
Budowa kwiatu jaskrów

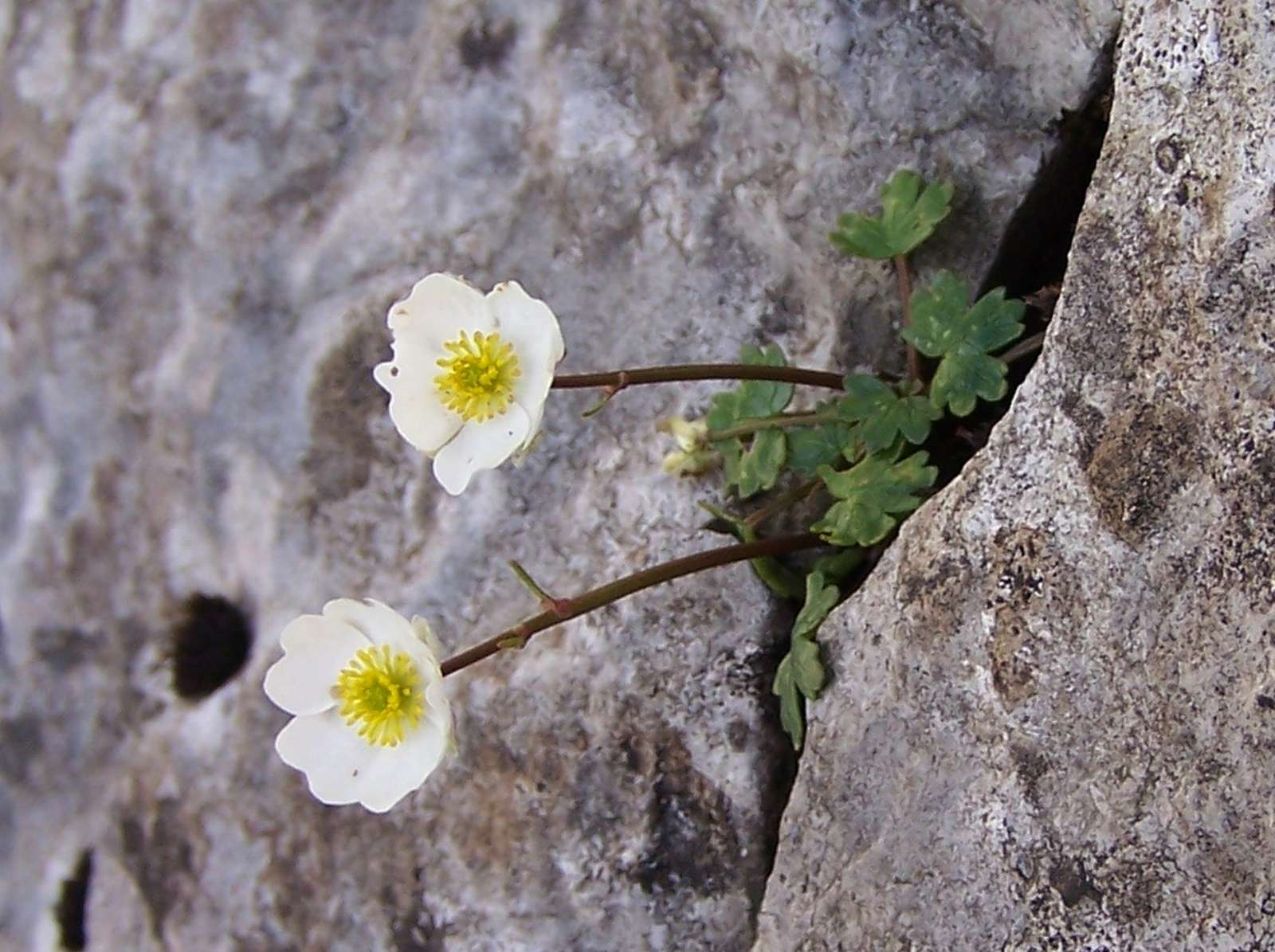
Jaskier alpejski

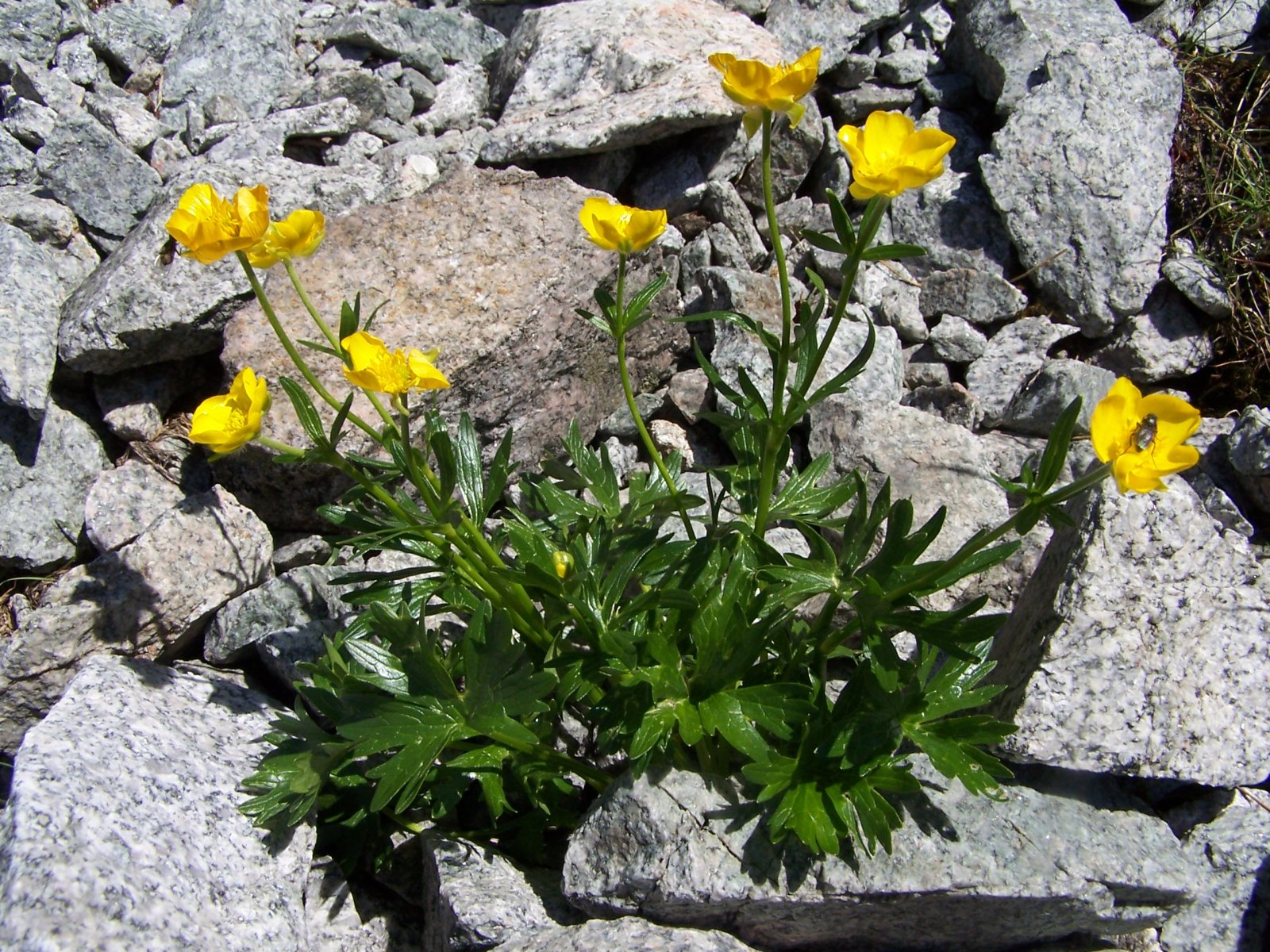
Jaskier halny

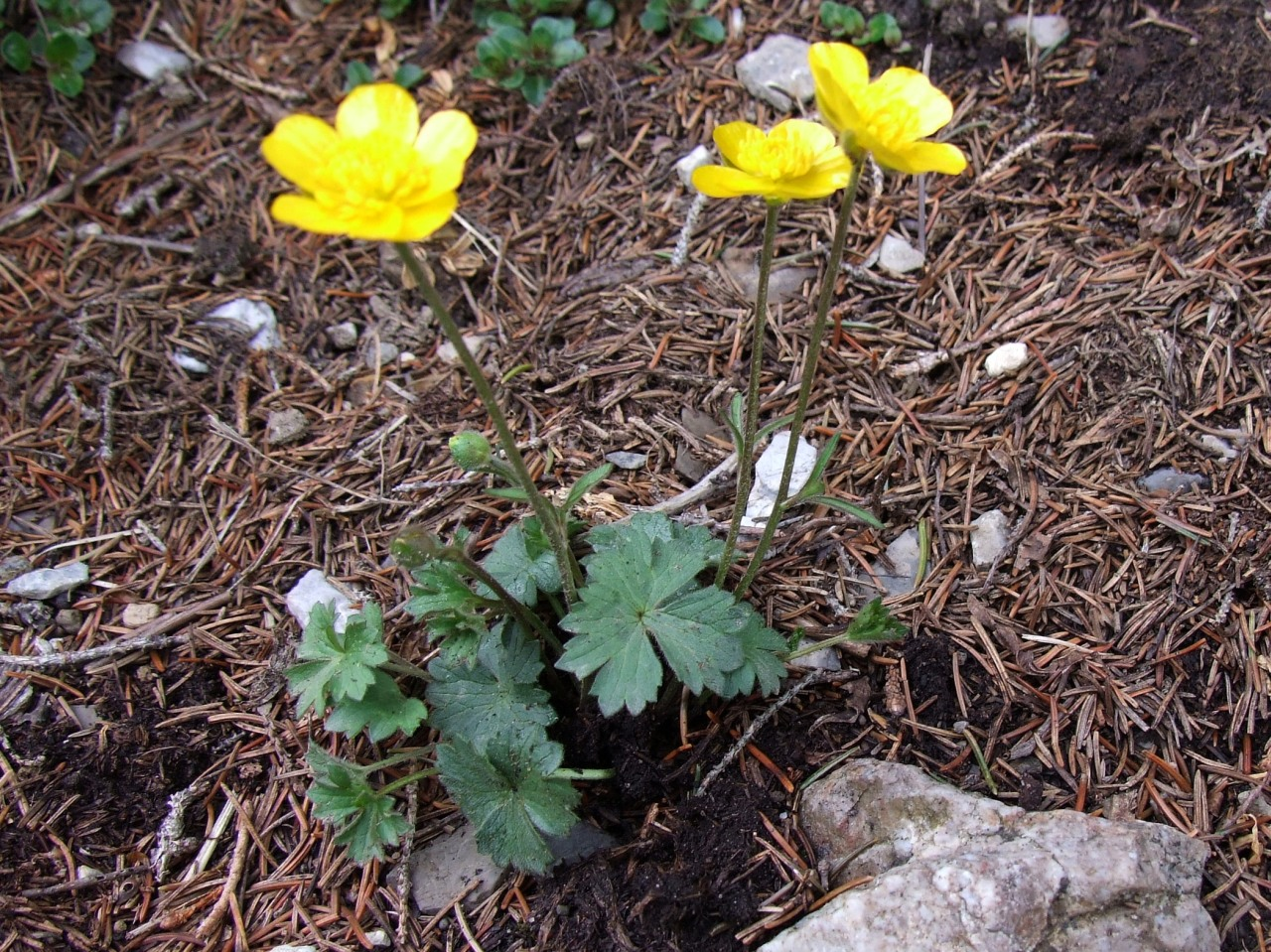
Jaskier skalny

Jaskier (Ranunculus L.) – rodzaj roślin zielnych z rodziny jaskrowatych. Rodzaj liczy według różnych baz taksonomicznych od ok. 300 do ponad 1,6 tys. w szerokim ujęciu zweryfikowanych gatunków występujących na całej kuli ziemskiej z wyjątkiem obszarów nizinnych w strefie tropikalnej i Antarktydy. W Polsce rośnie dziko 25 gatunków. Naukowa nazwa rodzaju to po łacinie zdrobniale  „żabka”. Stosowana była już przez Pliniusza Starszego i jej geneza wiązana jest z podobieństwem siedlisk zajmowanych przez jaskry i żaby. Jaskry występują głównie na mokrych łąkach, na mokradłach i w wodach, także w lasach i na suchych murawach, także w górach.

## Morfologia
PokrójRośliny zielne do ok. 1 m wysokości, często z bulwiastymi korzeniami, kłączami, rozłogami lub bulwiasto zgrubiałymi nasadami łodygi. Nierzadko rośliny wodne o pędach pływających.
LiścieOdziomkowe, łodygowe lub obu rodzajów. Ogonkowe, niepodzielone lub podzielone w różnym stopniu, zwykle dłoniasto. U roślin wodnych często liście silnie podzielone. Ulistnienie skrętoległe, rzadko w górnej części naprzeciwległe (sekcja Flammula).
KwiatyWyrastają pojedynczo lub w kwiatostanach na szczytach pędów lub z kątów liści. Przysadki czasem obecne. Kwiaty promieniste, obupłciowe. Działki kielicha zielone, rzadko purpurowe lub białe, w liczbie 3–5, o długości 1–15 mm, czasem trwałe, zachowują się podczas owocowania. Płatki korony w liczbie od 0 do 22 zwykle żółte, rzadko białe, czerwone lub zielonkawe, z miodnikami u nasady. Liczne słupki (4–250) i pręciki. Słupki krótkie, z główkowatymi znamionami.
OwoceJednonasienne niełupki (orzeszki) tworzące owoc zbiorowy – wieloniełupkę. Nasiona spłaszczone, czasem oskrzydlone.

## Biologia
Rośliny jednoroczne i byliny. Kwiaty zapylane są zwykle przez owady. Większość gatunków uważanych jest za rośliny trujące. Zawierają trującą protoanemoninę, która narkotycznie oddziałuje na układ nerwowy. Rozkłada się ona podczas suszenia. Rośliny mają charakterystyczny zapach i ostry smak, co ogranicza przypadki ostrych zatruć doustnych. Częste są natomiast przypadki podrażnienia skóry lub błon śluzowych układu trawiennego. Podstawowa liczba chromosomów x=7, 8.

## Systematyka
Pozycja systematyczna
Rodzaj z plemienia Ranunculeae podrodziny Ranunculoideae i rodziny jaskrowatych Ranunculaceae.
Klasyfikacja rodzaju jest bardzo problematyczna i w różnych ujęciach mocno odmienna, także w układzie geograficznym w zależności od preferencji taksonomów i specyfiki lokalnych flor. Rodzaj jest ujmowany wąsko lub szeroko, w tym drugim wypadku wchłaniając liczne rodzaje z plemienia. Nawet w wąskim ujęciu zaliczane są tu dawniej wyodrębniane rodzaje włosienicznik Batrachium (DC.) Gray (≡Ranunculus subgen. Batrachium), Aphanostemma i Gampsoceras. W szerokim ujęciu zaliczane są tu gatunki z drobnych rodzajów takich jak: ziarnopłon Ficaria, jaskierek Ceratocephala, mysiurek Myosurus, Beckwithia, Coptidium, Krapfia.
Klasyfikacja w obrębie rodzaju też jest trudna, zwłaszcza w podrodzajach i sekcjach obejmujących kompleksy gatunków rozmnażających się bez zapłodnienia (apomiktyczne), poliploidalne, podlegające ewolucji retikularnej, cechujących się niewielką zmiennością morfologiczną i dużą plastycznością fenotypową. Dotyczy to np. podrodzaju Auricomus i Batrachium, w tytułach publikacji naukowych nazywanych „nocnym koszmarem taksonomów”.
Gatunki flory Polski
Pierwsza nazwa naukowa według listy krajowej, druga – obowiązująca według bazy taksonomicznej Plants of the World online (jeśli jest inna)

- jaskier alpejski Ranunculus alpestris L.
- jaskier bulwkowy Ranunculus bulbosus L.
- jaskier dwoisty Ranunculus binatus Kit. emend. Jasiewicz ≡ Ranunculus binatus Kit. ex Rchb. Kit. ex Rchb.
- jaskier gajowy Ranunculus serpens Schrank
- jaskier halny Ranunculus pseudomontanus Schur.
- jaskier iliryjski Ranunculus illyricus L.
- jaskier jadowity Ranunculus sceleratus L.
- jaskier kaszubski Ranunculus cassubicus L.
- jaskier kosmaty Ranunculus lanuginosus  L.
- jaskier leżący Ranunculus reptans L. – gatunek o wątpliwym występowaniu w Polsce
- jaskier lodnikowy Ranunculus glacialis L.
- jaskier okrągłolistny Ranunculus thora L.
- jaskier ostry Ranunculus acris L.
- jaskier platanolistny Ranunculus platanifolius L.
- jaskier płomiennik Ranunculus flammula L.
- jaskier podtatrzański Ranunculus subtatricus Jasiewicz
- jaskier polny Ranunculus arvensis L. – antropofit zadomowiony
- jaskier rdzawy Ranunculus strigulosus Schur
- jaskier rozłogowy Ranunculus repens L.
- jaskier różnolistny Ranunculus auricomus L.
- jaskier sardyński Ranunculus sardous Crantz
- jaskier srebrzysty Ranunculus friesianus Jord. ≡ Ranunculus acris subsp. friesianus (Jord.) Syme
- jaskier skalny Ranunculus oreophilus M. Bieb. ≡ Ranunculus breyninus Crantz
- jaskier wielki Ranunculus lingua L.
- jaskier wielokwiatowy Ranunculus polyanthemos L.

Gatunki z podrodzaju włosienicznik (jaskry wodne) Ranunculus subgen. Batrachium
Pierwsza nazwa naukowa według listy krajowej, druga – obowiązująca według bazy taksonomicznej Plants of the World online (jeśli jest inna)

- jaskier Baudota Ranunculus baudotii Godr. ≡ Ranunculus saniculifolius Viv.
- jaskier Glucka Ranunculus ×gluckii A.Félix ex C.D.K.Cook
- jaskier Kauffmanna Ranunculus kauffmannii Clerc
- jaskier krążkolistny Ranunculus circinatus Sibth.
- jaskier nibyrzeczny Ranunculus pseudofluitans (Syme) Newbould ex Baker & Foggitt
- jaskier pędzelkowaty Ranunculus penicillatus (Dumort) Bab.
- jaskier Riona Ranunculus rionii Lagger
- jaskier rzeczny Ranunculus fluitans Lam.
- jaskier skąpopręcikowy Ranunculus trichophyllus Chaix
- jaskier szkocki Ranunculus ×kelchoensis S.D> Webster
- jaskier tarczowaty Ranunculus peltatus Schrank.
- jaskier wodny Ranunculus aquatilis L.

Gatunki ujmowane w obrębie Ranunculus sensu lato wyłączane w osobne rodzaje wg listy krajowej
- jaskierek podolski Ceratocephala testiculata (Crantz) Roth ≡ Ranunculus testiculatus Crantz – efemerofit
- mysiurek drobny Myosurus minimus L. ≡ Ranunculus minimus (L.) E.H.L.Krause
- ziarnopłon wiosenny, jaskier wiosenny Ficaria verna Huds. ≡ Ranunculus ficaria L.
- ziarnopłon kusy Ficaria nudicaulis A. Kern ≡ Ranunculus ficaria subsp. calthifolius (Rchb.) Arcang.

Wykaz gatunków z rodzaju jaskier Ranunculus

## Zastosowanie
Roślina ozdobnaGatunki jaskier tojadolistny, jaskier alpejski, jaskier azjatycki, jaskier rozłogowy oraz jaskier bulwkowy uprawiane są jako rośliny ozdobne. U jaskra tojadolistnego wyhodowano kultywar 'Flore Pleno' o pełnych kwiatach. Pełne kwiaty ma również kultywar jaskra rozłogowego 'Pleniflorus'. Jaskier alpejski szczególnie nadaje się do skalniaków, gdzie może rosnąć nie tylko w glebie, ale również pomiędzy skałami. Z kolei jaskier bulwkowy sadzony jest na rabatach.
MedycynaPlemię Lisów używało gatunku R. flabellaris do leczenia odmrożeń oraz przy problemach z oddychaniem. Plemię Indian Syilx używało okładów z rozgniecionych całych roślin R. glaberrimus do uśmierzania bólu stawów i bóli wszelkiego rodzaju. Z kolei plemię Nlaka'pamux z rozgniecionych kwiatów tego gatunku wykonywało okłady na brodawki, w celu podrażnienia skóry. R. muricatus ma zastosowanie przy obniżaniu gorączki oraz w leczeniu dny moczanowej i astmy. Niektóre plemiona Indian północnoamerykańskich używały w medycynie tradycyjnej gatunku R. abortivus. Ponadto w medycynie niekonwencjonalnej zastosowanie mają gatunki R. ficariifolius, R. japonicus i R. cantoniensis.
Sztuka kulinarnaNasiona gatunku R. occidentalis były jedzone przez niektóre plemiona Indian z Kalifornii.
TruciznaIndianie z plemion Nlaka'pamux i Syilx wytwarzali z gatunku R. glaberrimus truciznę, którą później pokrywali groty strzał. Ponadto członkowie plemienia Syilx suszone lub rozgniecione świeże okazy tej rośliny umieszczali w kawałkach mięsa, które służyły jako zatrute przynęty dla kojotów. Natomiast Aleuci z gatunku R. occidentalis produkowali truciznę.